# Sławomir Szmal
Sławomir Szmal, né le 2 octobre 1978 à Strzelce Opolskie, est un joueur international polonais de handball. Occupant le poste de gardien de but, il a été élu meilleur handballeur mondial de l'année 2009 par la fédération internationale.

## Biographie
En mai 2010, il est élu meilleur handballeur mondial de l'année 2009,. Premier polonais (aussi bien chez les hommes que les femmes) à être élu, il évolue à partir de 2005 dans le club allemand des Rhein-Neckar Löwen avec lesquels il a atteint en 2009 la demi-finale de la Ligue des champions ainsi que la troisième en Championnat d'Allemagne. Au Championnat du monde 2009, comme 2 ans plus tôt lorsque ces nombreuses parades avaient permis à la Pologne de devenir vice-champion du monde, Szmal a de nouveau été décisif pour son équipe, décrochant cette fois-ci la médaille de bronze. Enfin, même si la compétition a eu lieu en janvier 2010, nul doute que le fait que Szmal ait été élu meilleur gardien du championnat d'Europe 2010 ait influé les internautes votants.
Le 12 avril 2010, Sławomir Szmal signe un contrat de quatre ans, qui doit rentrer en vigueur le 1er juillet 2011, avec le KS Kielce, équipe en pleine progression. Le club polonais essaye toutefois de faire venir le gardien dès la saison 2010-2011, mais est confronté aux exigences financières du Rhein-Neckar Löwen, qui demande une grosse indemnité de transfert pour le libérer, et préfère attendre une année.
Au sein d'une armada composée de nombreux internationaux polonais et étrangers, Sławomir Szmal réalise chaque saison à Kielce le doublé coupe-championnat et parvient même à remporter la Ligue des champions en 2016. Il y met fin à sa carrière sportive en 2018.

## Palmarès

### En club
Compétitions internationales
- vainqueur de la Ligue des champions (1) : 2016
  - troisième en 2013

Compétitions nationales
- finaliste de la Coupe d'Allemagne : 2006, 2007 et 2010
- vainqueur du championnat de Pologne (7) : 2012, 2013, 2014, 2015, 2016, 2017, 2018
- vainqueur de la coupe de Pologne (7) : 2012, 2013, 2014, 2015, 2016, 2017, 2018

### Équipe nationale
- médaillé d'argent au championnat du monde 2007
- médaillé de bronze au championnat du monde 2009
- médaillé de bronze au championnat du monde 2015

### Distinctions
- élu meilleur handballeur mondial de l'année : 2009[2],[3]
- élu meilleur gardien du championnat d'Europe : 2010[5]

## Honneurs
Après leur titre de vice-champion du monde obtenu en 2007, Sławomir Szmal et ses coéquipiers reçoivent la Croix d'or du Mérite (Krzyż Zasługi), le 5 février 2007, des mains de Lech Kaczyński, le président de la République de Pologne lors d'une cérémonie organisée au palais Koniecpolski.